# Dioscorea javariensis
Dioscorea javariensis är en enhjärtbladig växtart som beskrevs av Franklin Ayala. Dioscorea javariensis ingår i släktet Dioscorea och familjen Dioscoreaceae. Inga underarter finns listade i Catalogue of Life.